# Jaru (Rondônia)
Jaru, amtlich Município de Jaru, ist eine Stadt mit ca. 55.600 Einwohnern (Schätzung, Stand: 2024) im nordwestbrasilianischen Bundesstaat Rondônia. Beim letzten Zensus 2022 betrug die Einwohnerzahl 50.591.
Der Ort liegt im Tal des Rio Jaru, eines Nebenflusses des Ji Parana, und entstand aus einer 1912 errichteten Telegrafenstation der strategischen Telegrafenlinie zwischen Mato Grosso und  Amazonas. Eine erste Erkundung des Tals, das zum Stammesgebiet des indigenen Volks der Jaru gehörte, fand im 19. Jahrhundert durch Kautschukernter statt. 1915 wurde Fluss und Areal durch die Kommission zur Erschließung Rondônias nach diesem Volksstamm der Jaru benannt. 
Ihre heutige Ausdehnung erreichte die Stadt nach einem Wachstumsschub ab 1975, als im Rahmen des „Siedlungs- und Kolonisationsprojektes Padre Adolpho Rohl“ Menschen aus der Landesmitte und dem Süden im Tal des Rio Jaru angesiedelt wurden. 1981 wurde die Stadt Jaru offiziell per Dekret des Bundesstaats gegründet.